# 13 Batalion Łączności
13 batalion łączności (13 bł) – samodzielny pododdział  łączności ludowego Wojska Polskiego i okresu transformacji ustrojowej.

## Formowanie i zmiany organizacyjne
Na podstawie rozkazu Nr 07/MON Ministra Obrony Narodowej z 4 maja 1967 w sprawie przekazania jednostkom wojskowym historycznych nazw i numerów oddziałów frontowych oraz ustanowienia dorocznych świąt jednostek (Dz. Roz. Tjn. MON Nr 5, poz. 21) 28 batalion łączności przemianowano na 13 batalion łączności.
Batalion wchodził w skład 8 Drezdeńskiej Dywizji Zmechanizowanej. Stacjonował w garnizonie Koszalin. W 1994 przeformowany w 8 Batalion Dowodzenia. Rozformowany razem z dywizją w 2001.

## Struktura organizacyjna
Dowództwo i sztab
- stacja szyfrowa
- kompania radiowa
  - pluton wozów dowodzenia
  - 1 pluton radiowy
  - 2 pluton radiowy
- kompania telefoniczno – telegraficzna
  - pluton transmisji informacji
  - pluton radioliniowo – kablowy
  - pluton łączności wewnętrznej i zasilania
- pluton łączności TSD
- Wojskowa Stacja Pocztowa
- pluton remontowy
- pluton zaopatrzenia
- pluton medyczny

## Dowódcy jednostki
- mjr. Antoni Okółł (do 1954)
- kpt. Stanisław Śledź (1954–1959)

## Przekształcenia
13 kompania łączności →  28 kompania łączności → 28 batalion łączności → 13 batalion łączności → 8 batalion dowodzenia